# Walter Kroneisl

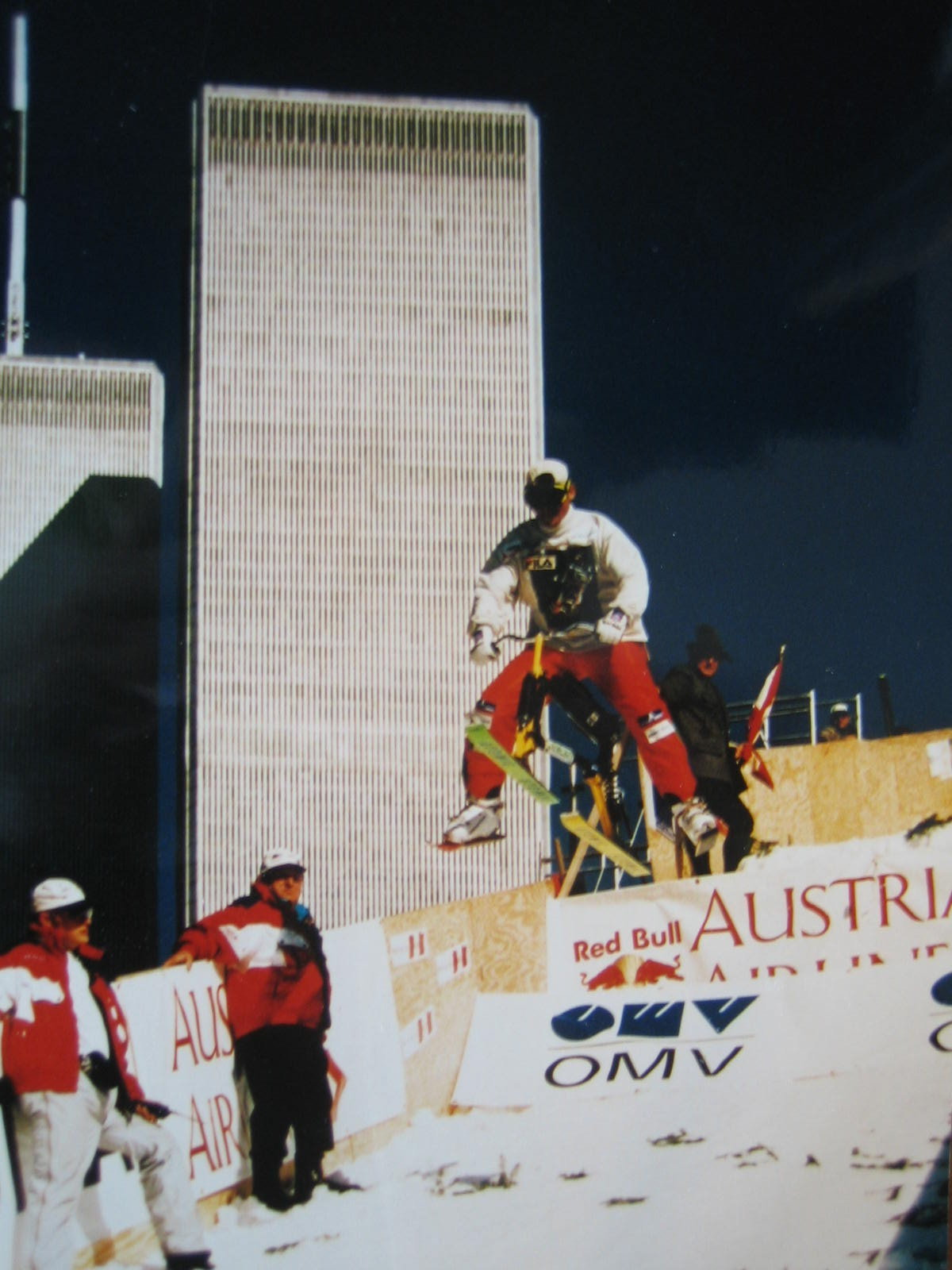

Walter Kroneisl (* 4. Dezember 1961 in Linz) ist ein ehemaliger österreichischer Skibobrennfahrer. Er gewann acht Weltmeistertitel, sechs Europameistertitel und errang fünf Gesamtweltcupsiege.

## Leben
Kroneisl wuchs in Saalbach-Hinterglemm auf, wo seine Mutter die familiäre Pension leitete, während sein Vater in Linz einen Stahlhandel aufbaute. 1967 begann das Interesse von Kroneisl für den Skibobsport mit dem ersten eigenen Sportgerät. Mit 16 Jahren fand er Aufnahme in die österreichische Nationalmannschaft und gewann mit 18 Jahren seine erste WM-Medaille im Slalom als Dritter bei der WM in Lenzerheide. Schon davor machte Kroneisl auf sich aufmerksam, als er 1978 als Erster im Alter von 17 Jahren 45 Meter über die Olympiaschanze Seefeld mit dem Skibob sprang.
Mit 16 Jahren startete Walter Kroneisl erstmals im Gesamtweltcup und gewann in den Jahren 1981–1985 fünfmal in Folge den Gesamtweltcup. Bei Weltmeisterschaften war Kroneisl achtmal erfolgreich, das erste Mal bei der WM 1983 in Innerkrems im Slalom. Weitere Titel folgten bei der WM 1987 in Grächen in der Abfahrt, WM 1988 in Dorfgastein in Abfahrt und Kombination, WM 1989 in Oberammergau in Abfahrt, Kombination und Riesentorlauf und bei der WM 1990 in Seefeld für die Kombination. Diese Bestmarke von acht WM-Titeln wurde vier Jahre später von seinem Landsmann Markus Moser übertroffen.
Die dreimalige Verteidigung des Abfahrt-WM-Titels von 1987 bis 1989, brachte Kroneisl einen Eintrag im Guinness-Buch der Rekorde.
Beim World Team Masters 1995 in New York sprang er über eine aufgebaute Skisprungschanze vor der Skyline des World Trade Centers. Dieses Event war eine Marketingaktion für die Skiflugweltmeisterschaft am Kulm im Jahre 1996.
Im Jahr 2000 beendete Walter Kroneisl seine sportliche Karriere.